# Armel Zohouri
Armel Junior Zohouri (* 5. April 2001 in Divo) ist ein ivorischer Fußballspieler.

## Karriere
Zohouri begann seine Laufbahn in seinem Heimatland beim Erstligisten RC Abidjan. In der COVID-bedingt abgebrochenen Saison 2019/20 gewann die Mannschaft die ivorische Meisterschaft. Im Sommer 2020 wechselte der Rechtsverteidiger nach Frankreich zum OGC Nizza, kurz darauf wurde er jedoch an den Schweizer Erstligisten FC Lausanne-Sport verliehen. Im November 2020 gab er bei der 1:2-Niederlage gegen den FC Basel sein Debüt für Lausanne in der Super League, als er in der 80. Minute für Stjepan Kukuruzović eingewechselt wurde. Bis Saisonende bestritt er insgesamt fünf Partien in der höchsten Schweizer Spielklasse.
Im Sommer 2021 wurde er fest verpflichtet. In der Saison 2021/22 bestritt er 24 Ligaspiele und 3 Pokalspiele für Lausanne. 
Ende August 2022 wechselte er zum moldawischen Verein Sheriff Tiraspol.